# Аймар IV (граф Валентинуа)

Графства Валентинуа и Диуа (в северной части маркграфства Прованс

Аймар IV де Пуатье (фр. Aymar IV de Poitiers; ок. 1250, ум 10/19 октября 1329) — граф Валентинуа и Диуа с 1277 года из рода де Пуатье. Сын Аймара III.
В 1270 году (4 декабря) женился на Ипполите, дочери графа Бургундии Гуго, получив в приданое Сен-Валье в Грезиводане.
В 1280 году принёс оммаж французскому королю Филиппу III за все свои владения. В том числе за графство Диуа, официально входившее в состав Германской империи.
Овдовев, в 1288 году женился на Маргарите, дочери графа Родольфа Женевского.
Расширил территорию своего княжества за счёт приобретений: в 1288 году купил замок Сюр, в 1296 году — сеньорию Бар в Виваре, в 1298 году — замок Монклар в диоцезе Ди, в 1323 году — сеньории Мирбо и Пизансон.
В 1307 году назначил своим соправителем старшего сына — Аймара V.
Аймар IV умер в 1329 году в таком преклонном возрасте (ок. 79 лет), что этот факт особо акцентируется в средневековых исторических исследованиях. Возможно, в документах после 1310 года он перепутан с сыном, и на самом деле умер гораздо раньше.

## Семья
От двух жён у Аймара IV было 14 детей. В их числе:
- Аймар V (ум. 1339/1340), граф Валентинуа
- Луи де Пуатье (1277—1327), епископ Вивье (1306—1318), Лангра (1320—1325) и Меца (1325—1327)
- Амедей (ум.1349/1350), сеньор де Сен-Валье.